# Magnifica Comunità degli Altipiani Cimbri

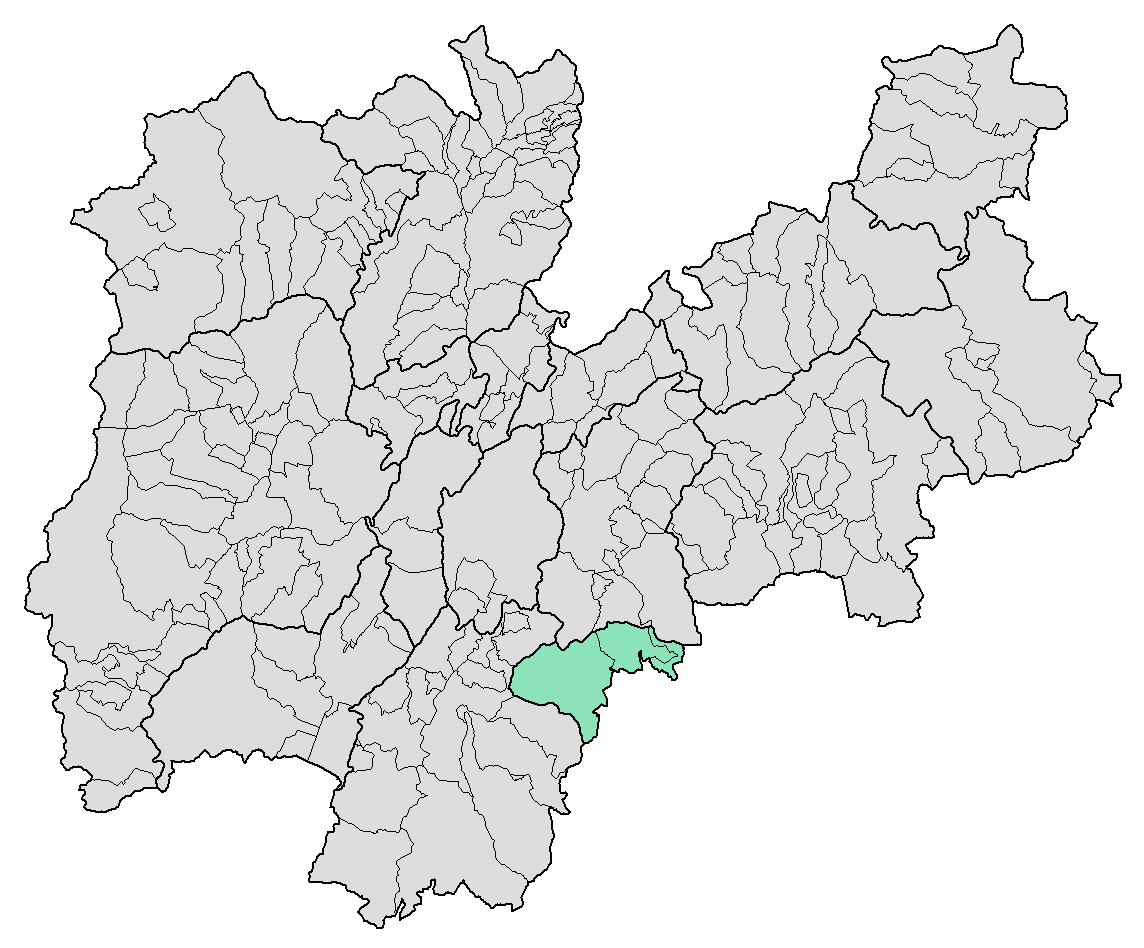
Lage der Magnifica Comunità degli Altipiani Cimbri in der Autonomen Provinz Trient

Die Magnifica Comunità degli Altipiani Cimbri (italienisch für Großartige Gemeinschaft der Zimbern-Hochebene) ist eine Talgemeinschaft der Autonomen Provinz Trient. Der Gemeindeverband hat seinen Verwaltungssitz in Lavarone in der Fraktion Gionghi.

## Lage
Die im Südosten des Trentino liegende Talgemeinschaft umfasst die Gemeinden auf den zu den Vizentiner Alpen zählenden Hochebenen von Folgaria, Lavarone und Lusern. Sie liegt zwischen dem Etschtal im Westen und der bereits zur Region Venetien gehörenden Hochebene der Sieben Gemeinden im Osten. Im Norden bilden der Torrente Centa und der zur Valsugana abfallende Rand der Hochebene von Lavarone die Grenze zur Valsugana. Im Osten verläuft die Grenze der Talgemeinschaft westlich des Passo Vezzena auf der Hochebene von Lusern bis zum im Ersten Weltkrieg schwer umkämpften Monte Costesin (1528 m s.l.m.), der an die Provinz Vicenza grenzt. Im Südosten und Süden grenzt die Talgemeinschaft ebenfalls an die Provinz Vicenza. Hier bildet das Astico-Tal die geographische Grenze zur Nachbarprovinz, bis sie südlich über die Fiorentini-Hochebene  und anschließend östlich des Passo Coe über die Hochebene von Folgaria bis zum Rand der Hochebene nördlich des Val Terragnolo verläuft. Letzteres bildet die südwestliche Grenze zur Talgemeinschaft Vallagarina.
Das Gebiet der Talgemeinschaft ist von Laub- und Nadelwäldern geprägt, die immer wieder von Wiesen- und Weideflächen unterbrochen werden. Während die Hochebenen von Lavarone und Lusern relativ gleichmäßig und keine größeren Höhenunterschiede aufweisen, variiert die Geomorphologie im Westen im Gemeindegebiet von Folgaria stärker. Hier finden sich auch mit 369 m s.l.m. der tiefste und mit dem 2060 m s.l.m. hohen Monte Cornetto der Vigolana-Gruppe der höchste Punkt der Talgemeinde. Die Talgemeinschaft hat eine Gesamtfläche von 106,07 km².

## Gemeinden der Magnifica Comunità degli Altipiani Cimbri
Zur Talgemeinschaft  Altipiani Cimbri gehören folgende drei Gemeinden:
| Wappen | Gemeinde | Bevölkerung | Höhe   | Fläche | Lage |
| ------ | -------- | ----------- | ------ | ------ | ---- |
|        | Folgaria | 3.165       | 1169 m | 71,63  | ⊙    |
|        | Lavarone | 1.200       | 1100 m | 26,32  | ⊙    |
|        | Lusern   | 267         | 1333 m | 8,24   | ⊙    |

Bevölkerung (Stand 31. Dezember 2023)
Fläche in km²
Die drei Gemeinden wurden 2006 in Rahmen einer Gebietsreform, die zur Bildung der Talgemeinschaften führte, zusammengeschlossen. Sie gehörten bis dahin unterschiedlichen Bezirksgemeinschaften an. Der Name der Talgemeinschaft spielt auf die Besiedlung des Gebietes durch die Zimbern ab dem 11. Jahrhundert an. In Folgaria und Lavarone weisen allerdings nur noch Flurnamen auf die ehemalige zimbrische Vergangenheit hin. Lusern bildet dagegen nach wie vor eine zimbrische Sprachinsel.

## Schutzgebiete
In der Talgemeinschaft Altipiani Cimbri befinden sich drei Natura 2000 Schutzgebiete sowie zwei weitere kommunale Biotope, die von der Talgemeinschaft verwaltet werden.